# 漆嘉祉
漆嘉祉（？—17世紀），字蔚生，江西瑞州府新昌縣人，明朝、南明政治人物。

## 生平
漆嘉祉二岁喪父，依寡母熊氏为命，在他成名后，以母亲守节上闻，得到朝廷的旌表。他是天啟四年（1624年）舉人，崇禎四年（1631年）成辛未科進士，礼部观政，授任廣東順德和潮陽知縣，任內廉潔有善政；並阻擋劉香攻城，賑濟人民。九年任广东乡试同考官，十一年升兵部武選司主事，旋以延遲上任被降二级，调外任。十二年補福建按察司照磨，十三年升寧國府推官，升兵部武庫司主事、員外郎，外任浙江杭嚴僉事，升廣東海北副使，因母親年老請求歸。
隆武元年（1645年），益王朱慈𤆃在福建建昌起兵，漆嘉祉和戴國士堅持勸阻。同年，負責瑞州義兵的軍餉。永曆元年（1647年），發米賑濟，地方人民稱頌其德。因考慮慎重，不肯起兵，被人所輕。南明滅亡，他談及先朝遺事，動輒涕泗橫流。清朝朝廷派人推薦他做官，拒不出仕。

## 引用
1. ↑  《崇祯四年辛未科三百五十名进士履历》：漆嘉祉，蔚生，诗二房，戊申八月二十日生。新昌人，甲子十六，会二百七十九，三甲一百十二名。礼部政，授顺德知县，壬申养病。补潮阳县，丙子乡试同考，戊寅升兵部武选司主事，旋以遲任降二级调外，己卯补福建按察司炤磨，庚辰升宁国府推官。曾祖參充。祖师儒。父觀源。
2. 1 2  錢海岳《南明史·卷四十七·列傳第二十三》：（漆）嘉祉，字蔚生。崇禎四年進士。歷順德、潮陽知縣，廉明多善政。劉香攻城，拒卻之。遷寧國推官，振卹全活無算。轉武庫主事、員外郎，出為杭嚴僉事、海北副使，以母老乞歸。……皆瑞州新昌人。
3. ↑  同治《瑞州府志·卷十·選舉志二》：天啟四年甲子科（舉人）……漆嘉祉 新昌人，見進士
4. ↑  錢海岳《南明史·卷四十七·列傳第二十三》：初，益王由本（慈𤆃）起兵建昌，（陳）泰來與胡維霖、李九華、熊士逵將從之，漆嘉祉、戴國士持不可，曰：「公受朝命矣。今復從王，將奉王歸朝乎，王必不屈。將兩事乎，是懷貳心也。公為國事，捐身家，本以教忠，而先示貳心於人，人誰諒之？」乃止。……隆武元年，管理瑞州義兵餉務。永曆元年，散米以振，邑人德之。顧持重不肯起兵，為人所少。國亡，談先朝遺事，輒嗚咽流涕。清薦不出。